# Храм сонця в Конарку
Храм сонця в Конарку (англ. Konark Sun Temple, гінді ণার্ক সূর্য মন্দির) або Чорна пагода — храм у місті Конарк в індійському штаті Орісса. Чорною пагодою споруду називали колонізатори і європейці. Храм збудований з окисленого залізистого пісковику за наказом монарха Нарасімхадева I (1236—1264 н. е.) зі Східної гангської династії. Храм є одним з найвідоміших в Індії та об'єктом Світової спадщини.

## Індійська назва
Конарк або «Конарак» у перекладі з санскрита означає «сонячний куточок», «сонячна ділянка», тобто ділянка у краї Орісса, де шанували бога Сонця. Храмовий комплекс було створено у 13 ст. У давнину ця ділянка була узбережжям моря. Але за декілька століть берег збільшився і море відступило майже на три кілометри.

## Опис споруди
Храмовий комплекс мав три частини —
- зали для вірян (джагамохана)
- святилища (деул)
- павільйон для танців.

Конарк. Поземний план храмового комплексУ.

Зала для вірян та святилище були поєднані та вибудовані на одній платформі. Перед храмом були розташовані сім кам'яних коней з багатим декором. До коней було поважне ставлення і вони дорого коштували. Але у храмовому комплексі вони відігравали символічну роль і були уособленням семи днів тижня.
Зала для вірян і їх молитов була непогано збереженою щодо споруди, яка випадково збереглася до кінця 20 ст. Споруда імітувала колісницю (важкий віз), але відтворену у камені. Цією парадною колісницею їхав бог Сонце Сур'я. Тому її деталі імітували деревину. Колісниця спиралась на дванадцять коліс — по кількості дванадцяти місяців року. Кам'яні колеса мають висоту три метри.
Залізні (саме залізні) колоди утримували важкий дах, але в 20 ст. приміщення забили піском і дрібним камінням, аби не обвалився важкий дах.
Святилище (деул) було давно поруйноване. Були спроби відновити його старовинний вигляд у паперовій архітектурі. За цими спробами храм мав висоту до сімдесяти метрів (70) заввишки. Серед руїн — декілька скульптурних образів слонів, коней і фантастичних тварин. Серед них і скульптура молодого вояка. В ньому вбачають самого бога Сонця. Його фігура розташована у нижній частині святилища. Серед істориків є чимало сперечань через чоботи бога Сур'я — у істориків Західної Європи є лише відомості про чоботи такої форми тільки у скіфів. Чи були скіфи у Стародавній Індії ?
Залізні колоди, що підтримують важкий дах, мають довжину десять (10) метрів. Чомусь старовинне залізо не вкрито іржею у спекотній і вологій країні, хоча вік заліза — сім століть на кінець 20 ст. Пересічні відвідувачі знають лише залізну колону у місті Делі. Але довжина залізної колони у Делі менше семи (7) метрів. Це ще одна загадка храмового комплексу і майстрів сивої старовини Індії.

## Релігійні легенди
Ще до будівництва храмового комплексу у Конарку місцина вважалась священною. Це тому, що мешканці наголошували, що саме у цьому краї вилікував власну проказу (важку інфекційну хворобу) Шамба, син самого бога Крішни. Шамба (рухливий і балуваний підліток) підглядав за сексом свого батька. Крішна помітив сина, прогнівався і покарав того хворобою. Шамба звернувся до мудреця і той порадив відвідати «ділянку Сонця», де просити у бога вилікуватися.
Покараний Шамба і прибув у край з «ділянкою Сонця», де всемогутнє Сонце і сприяло одужанню сина Крішни. Одужання він отримав лише після дванадцяти (12) років каяття у Конарку.

## За доби британських колонізаторів

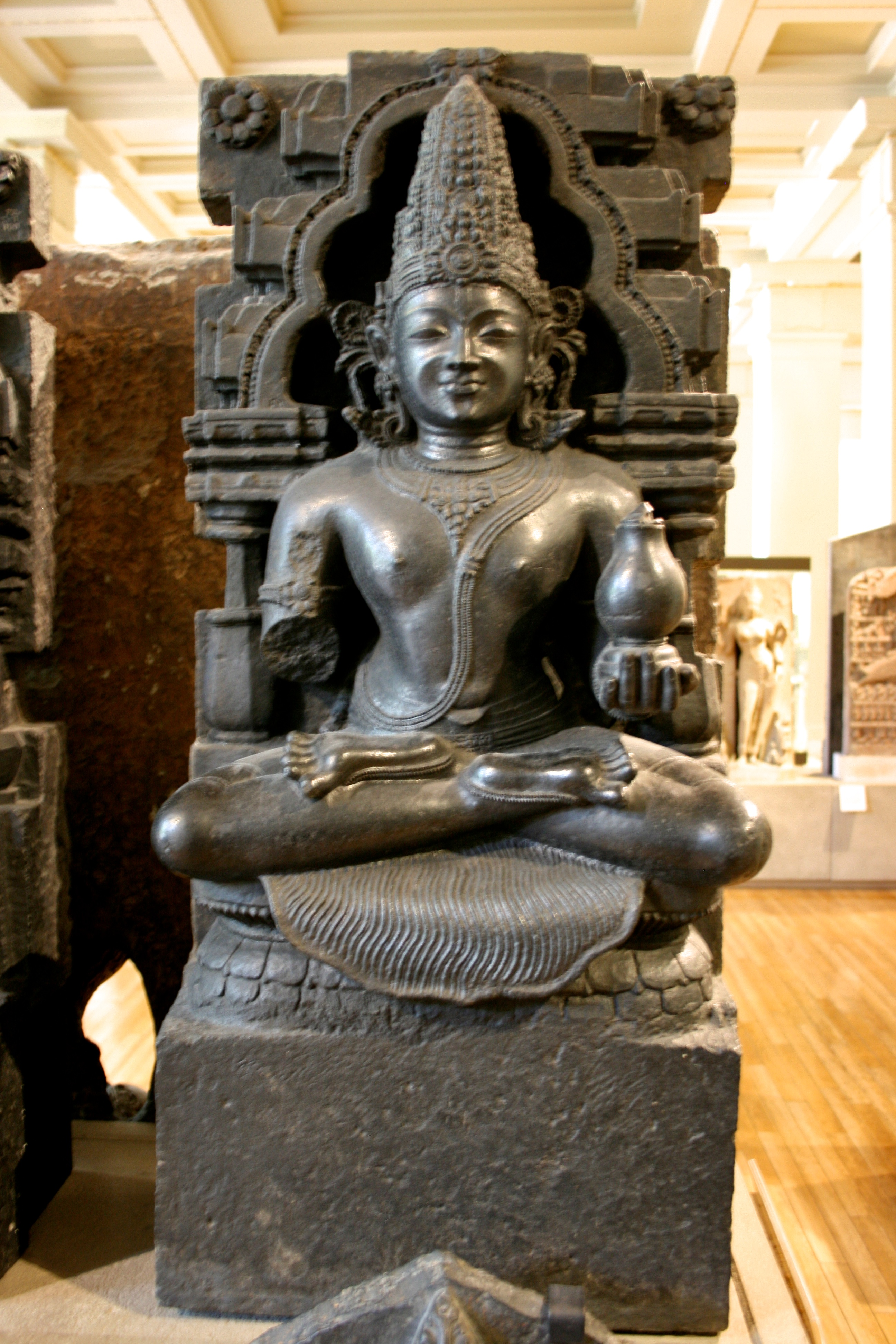
« Персоніфікація планети», Храм сонця в Конарку, невідомий скульптур з Орісси, 13 століття, камінь, висікання. Британський музей, Лондон

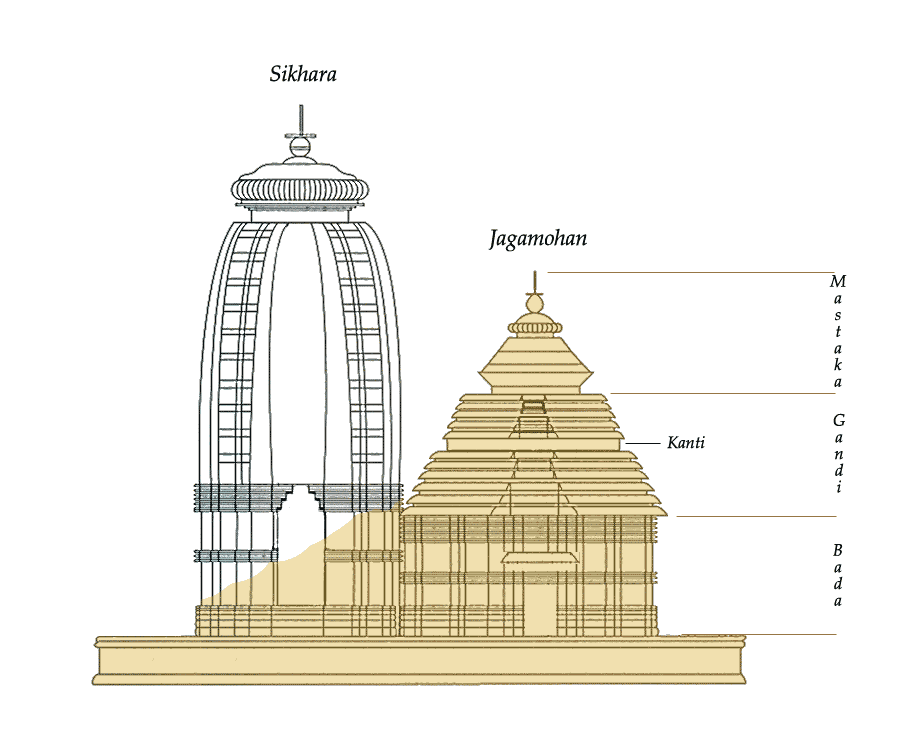
Спроба візуального відтворення споруд у Конарку.

Збережена частина храмового комплексу (так звана Чорна пагода) використовувалась матросами колонізаторів як маяк. Ще 1837 року храмовий комплекс у Конарку відвідав археолог Джеймс Фергюссон (1808—1886). Храмова вежа вже була поруйнована, але її бічна частина ще височила. Була створена літографія храмового комплексу на той час, де видно як збережену, так поруйновану частини. 1848 року під час чергового буревію залишок вежі упав.
Британські джерела стверджують, що колоніальна влада витрачала кошти на консервацію руїн (Незрозуміло, навіщо це було робити колонізаторам у поневоленому краї ?). Але як справжні колонізатори, вони познімали усі вартісно художні скульптури храмового комплексу і повивозили їх у музеї Великої Британії.

## Рукописна традиція у Оріссі

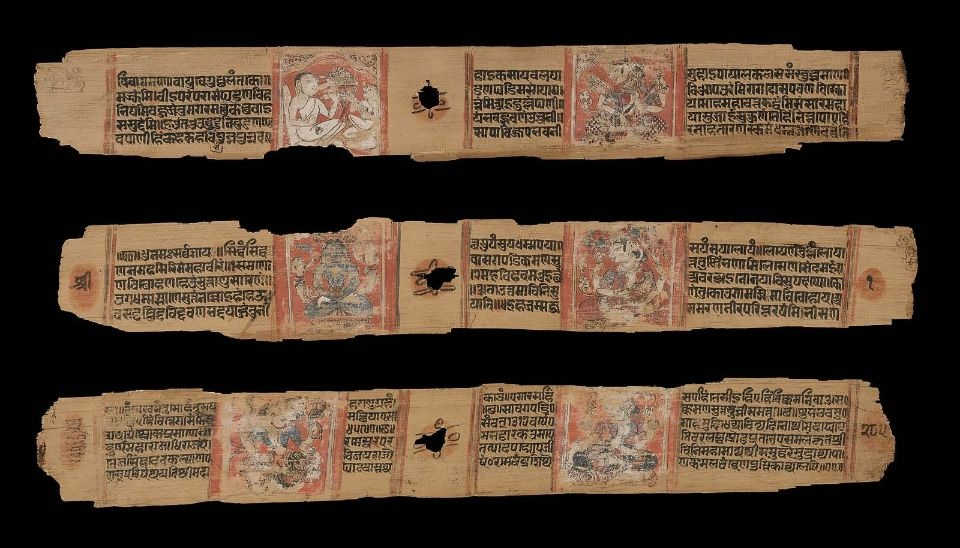
Зразок індійського рукопису на пальмовому листі (аркуші роз'єднані), 1260 р., Бостонський музей образотворчих мистецтв, США

У штаті існувала давня традиція: один раз на сто років переписувати рукописи, що попсувались за термін використання. Старі рукописи з гаснучими текстами і затертими сторінками не знищували, на це існувала заборона, котра виконувалась. Рукописи в цьому краї вважались священними. Після ретельного копіювання зникаючих текстів рукопис опускали у річку, що несла їх водою у небуття.
Рукописи копіювали, навіть не дуже розуміючи, що переписують. У Індії до 55 відсотків мешканців залишаються неписьменними.
Про традицію переписування-копіювання дізнався науковець Садасів Рахт Шарма. Він витратив вісім років спостережень і зборів місцевих рукописів, створених на пальмовому листі. Знавець мов, він встиг перекласти їх тексти на англійську. Садасів Рахт Шарма мандрував тридцяти двома поселеннями, розташованими неподалік Конарку. Саме ці села були головними постачальниками каменярів, скульпторів, декораторів, візників, вантажників на будівельні майдани Конарку та інших храмових комплексів. Здобутком науковця (і відтак науки індійської і світової) стануть дев'ятсот сімдесят чотири (974) старовинні рукописи. Сім рукописів (у копіях) мають безпосереднє відношення до будівництва храму: чотири — про саме будівництво, а три — художні твори про красу і святість храму, про служби, що там правили.
Найголовнішими були рукописи, котрі науковець отримав від родичів, предки котрих і були або будівничими, або виконробами на будівництві. Лише один рукопис, що зберігся, подав імена архітекторів, будівничих і виконробів, каменярів-декораторів і скульпторів, навіть їх зарплатню. Цей рукопис, можливо, тогочасний бухгалтерський звіт про витрачені кошти. Традиція переписування врятувала найцінніші факти.

## Гіпотези щодо причин руйнації
Існує низка гіпотез щодо руйнації храмового комплексу. Серед них одної причини просто не може бути, бо були і землетруси (Індія — сейсмічно небезпечний край), і буревії, і вандалізм мешканців, і вандалізм колонізаторів. Найважливіші фактори відкрили старовинні рукописи.

## Аврали на будівництві

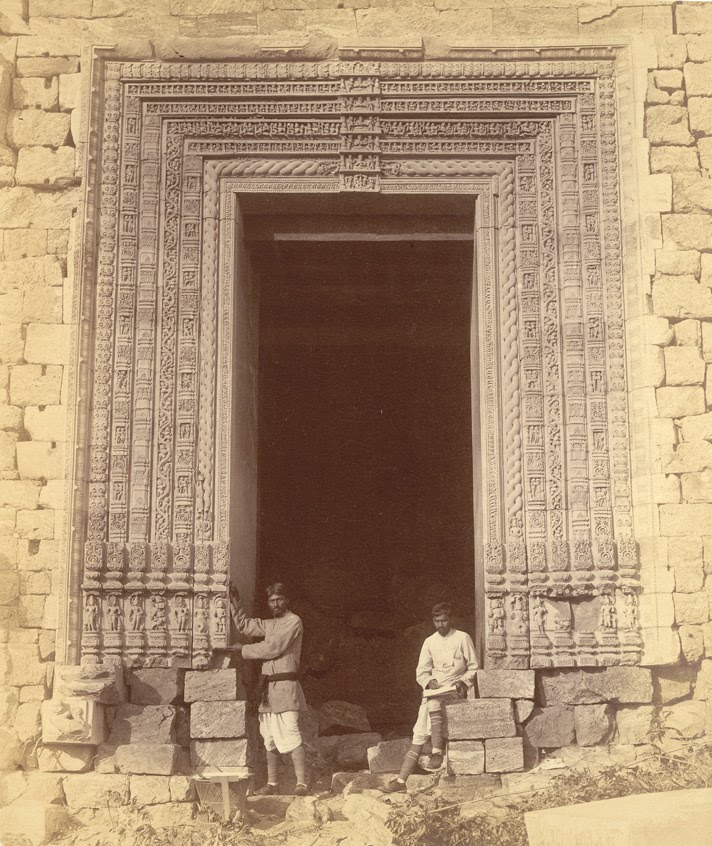

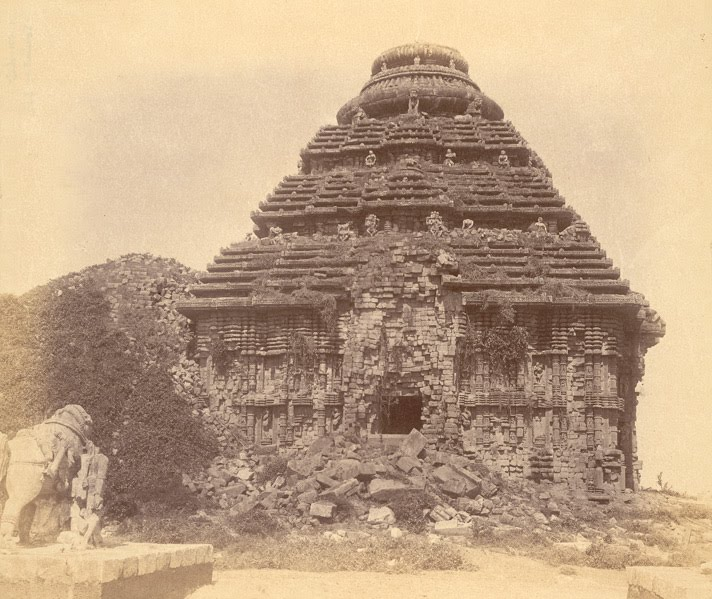

Аналіз віднайдених рукописів відкрив чимало… сучасного і старовинного. Замовник і головний спонсор храму цар Нарамсінха І, як виявилося, був рабом магічних цифр. Він наказав архітекторам створити новий храм за десять (10) років, десять (10) місяців, десять (10) днів, а все будівництво закінчити до дня народження бога сонця Сурьї, котре припадало на той період на недільний день. Адже це обіцяло зміцнення його влади, як у сучасного політика, що робить усе, аби утримати подовше отриману владу.
Будівництво розпочали з урахуванням вже сталих засад і за наказом магічних термінів. Почався видобуток каменю, брили котрого складали насухо. Роботи припиняли лише на період дощового сезону, але не припиняли думати. (У дощовий період працівників відпускали по селам, щоби ті відновили сили, виспались, встигли попестити жінок і побачити власних дітей). Непогано рахувати уміли і тоді. Розрахунки показали, що при таких темпах робіт упоратись у наданий термін — неможливо. І на будівельному майдані почалися аврали. Все робилося поспіхом. Почали працювати у будь-яку погоду, а відпускати працівників заборонили.
Здається, занепокоєним був лише головний архітектор. За припущеннями він перший побачив небезпечні тріщини на велетенській споруді. Острахи, що велетенська споруда упаде, примусили архітектора змінити технологію. Так, він наказав (і реалізував) класти завершальні кам'яні брили не насухо, а вже на вапняковому розчині. Так були покладені округлий плаский камінь (амла) та кам'яна ваза (каліша), що вінчала купол вежі…
У день народження бога Сур'ї, що прийшовся на сьомий недільний день місяця магх, відбулося освячення нового храму. Відбулось свято, на своєму троні радів як цар, так і простий люд долу. На честь закінчення будівництва облаштували два невеликі стовпа (юпа), вони збереглися донині.
Але в рукописі «Падмакшетрі деула кармангі» знайшли такий запис: «Вже дванадцять років, як священство не править служби. Бог сонця покинув цей храм». Руйнації розпочались з падіння великого кам'яного лева на східній стіні храму. Невдовзі упала майже уся велетенська стіна зі сходу… Заходи головного фахівця-архітектора 13 ст. таки спрацювали. Храм обвалився лише на початку 17 ст., коли давно померли і цар і архітектор.

## Привабливі еротичні рельєфи

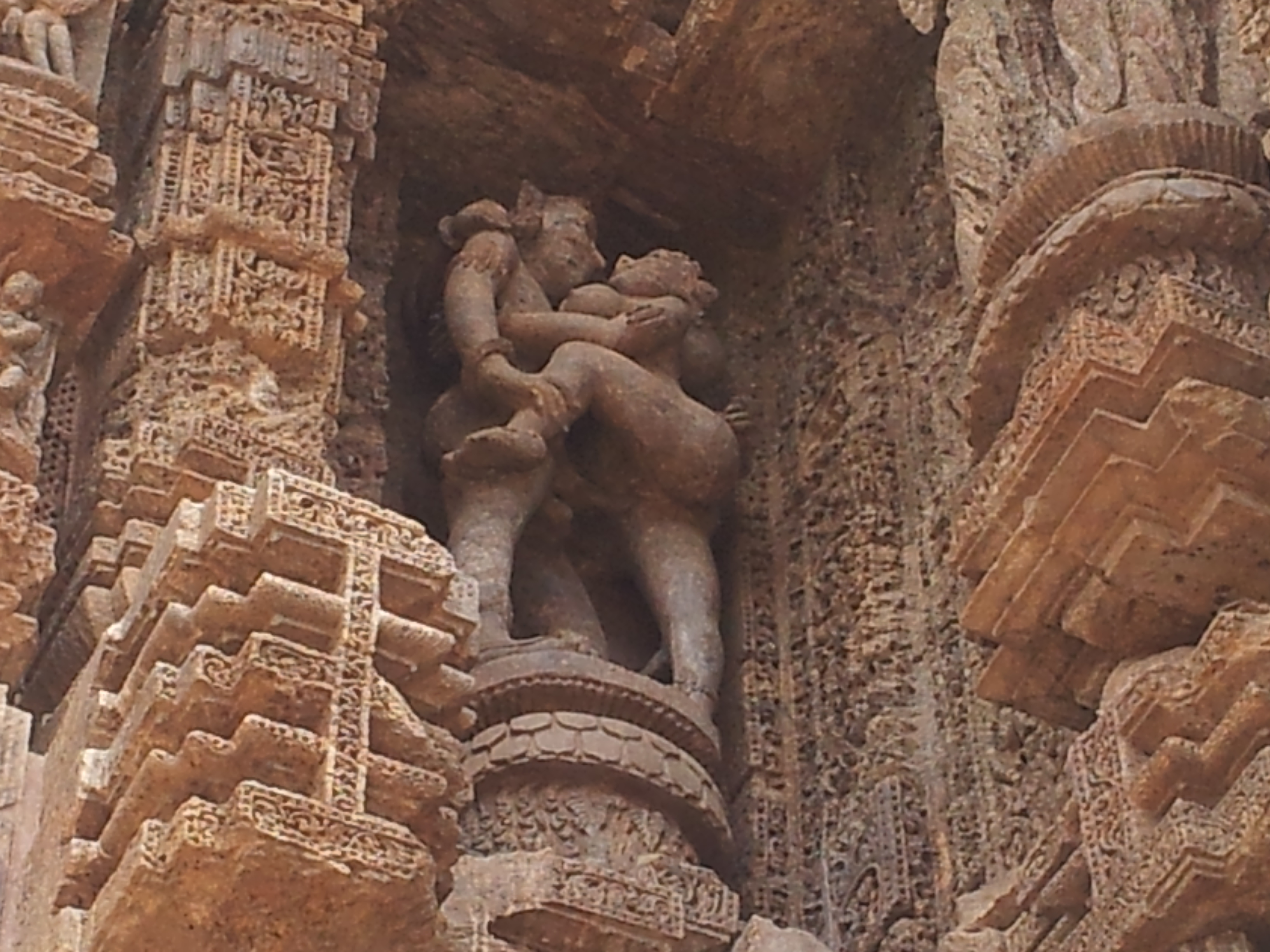
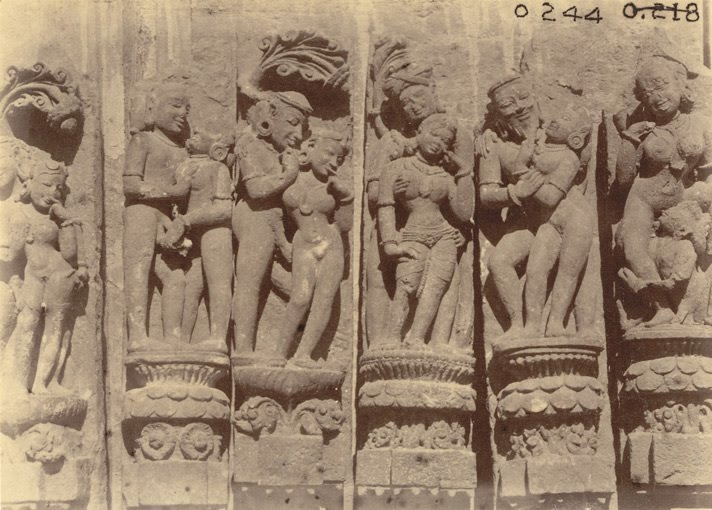
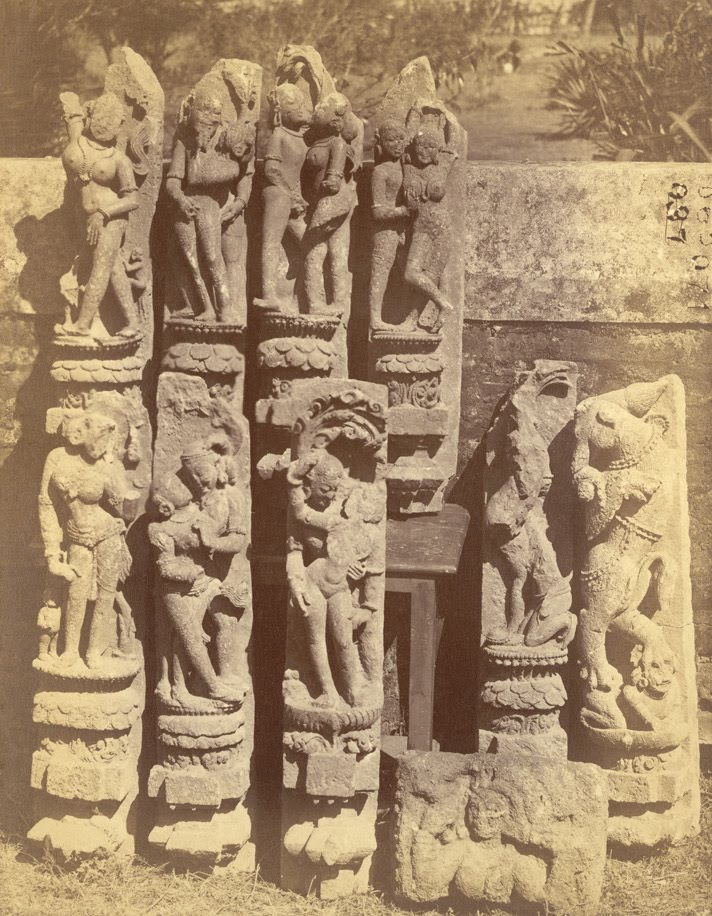
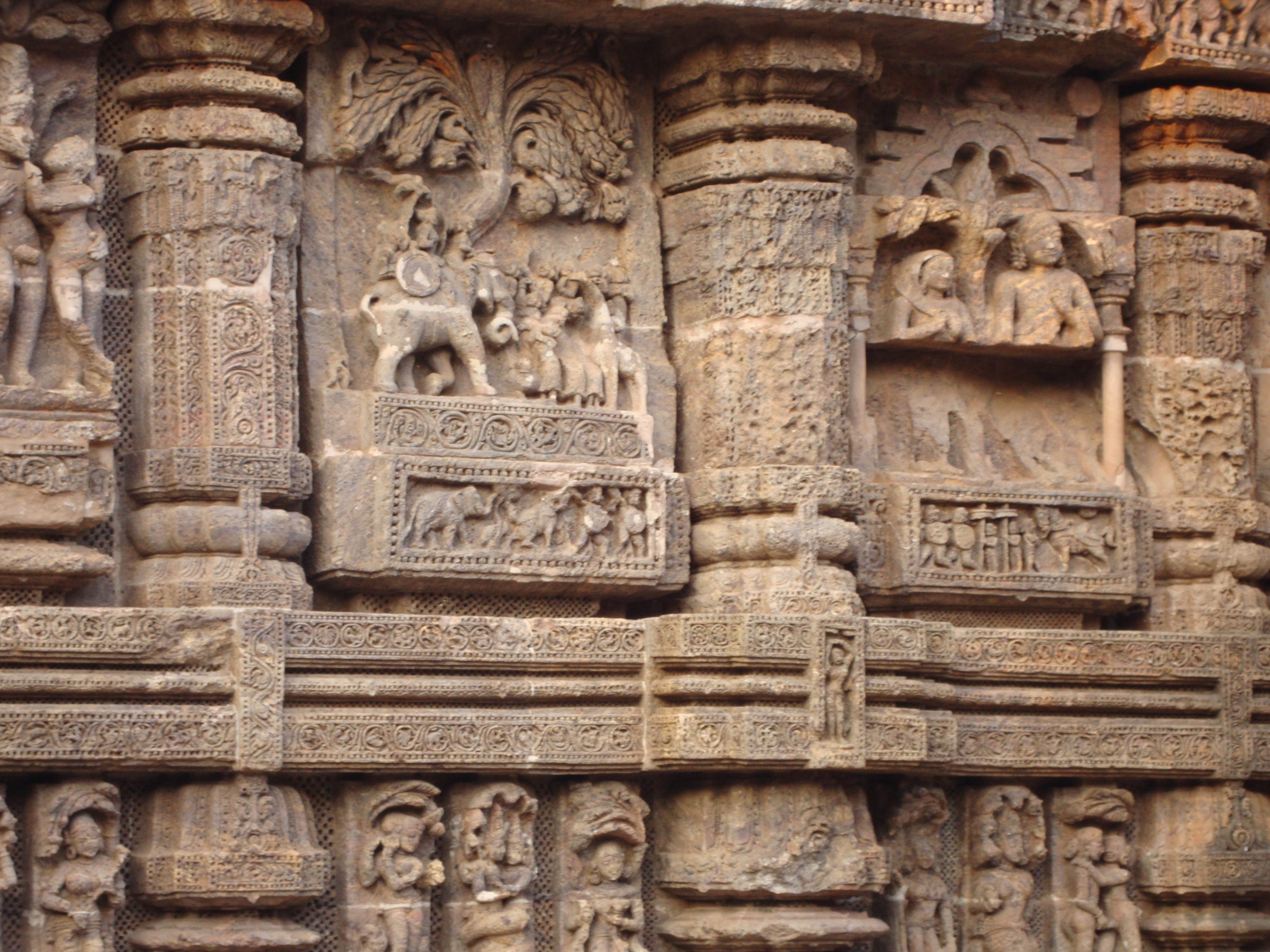

Мало хто знається на архітектурі і поціновує її значущість як таку. Але всі вважають себе знавцями і шанувальниками сексу. В краї були свої шанувальники тантричного сексу. У 13 ст. Тантрика і тантричний секс ще належали до утаємничених знань. Приховані знання передавалися лише від вчителя до перевіреного і надійного учня, здатного зберігати секрет.
Щось змінилося у світогляді на ту добу. Бо знання і еротичні рельєфи (ця «книга» для неписьменних) раптово перестають бути знанням утаємниченим . Скульптори-декоратори у подробицях подали на храмових мурах різноманітні еротичні пестощі і сексуальні сцени. Західноєвропейців, вихованих у заборонних, репресивних формах сексуальних стосунків, приголомшують групові сексуальні сцени і присутність при них сторонніх наставників (жерців ? вчителів? мудрих старців ?) Європейці дійшли до того, що пояснили наявність сексуальних рельєфів вимогами придворних кіл царя і їх святкової культури. Тоді незрозуміло, чому стільки сексуальних сцен облаштовано саме на мурах храму, а не в палацових приміщеннях давно зниклого царського двору ? Вивчення храму сонця Сур'ї у Конарку поки лише множить загадки.

## Панорама збережених решток храмового комплексу

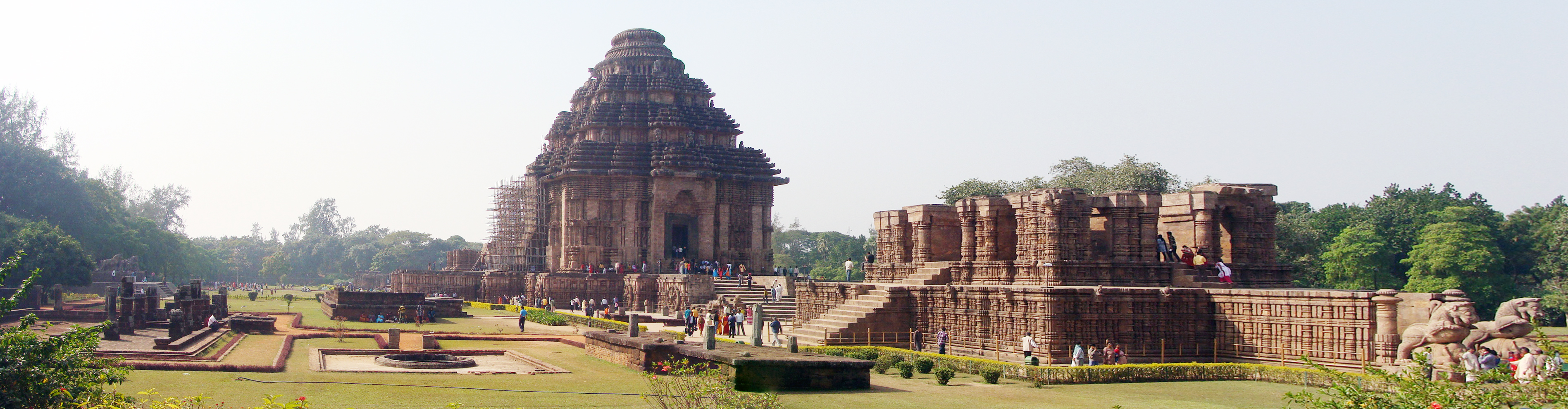
Панорама без відновленої вежі храму. Фото 2011 р. Перший праворуч — танцювальний павільйон без даху.

## Галерея обраних фото

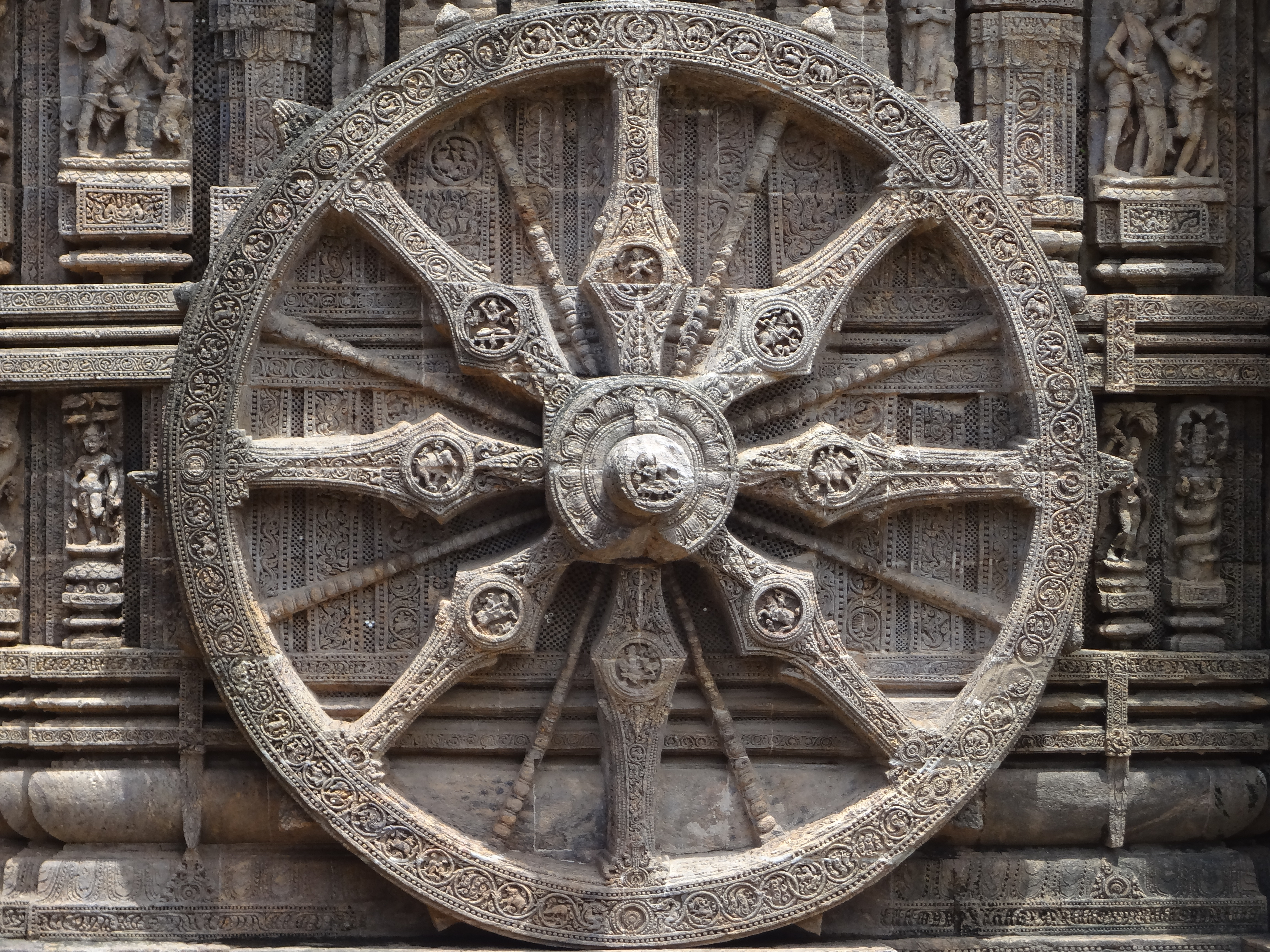
Триметрове кам'яне колесо колісниці бога Сур'я
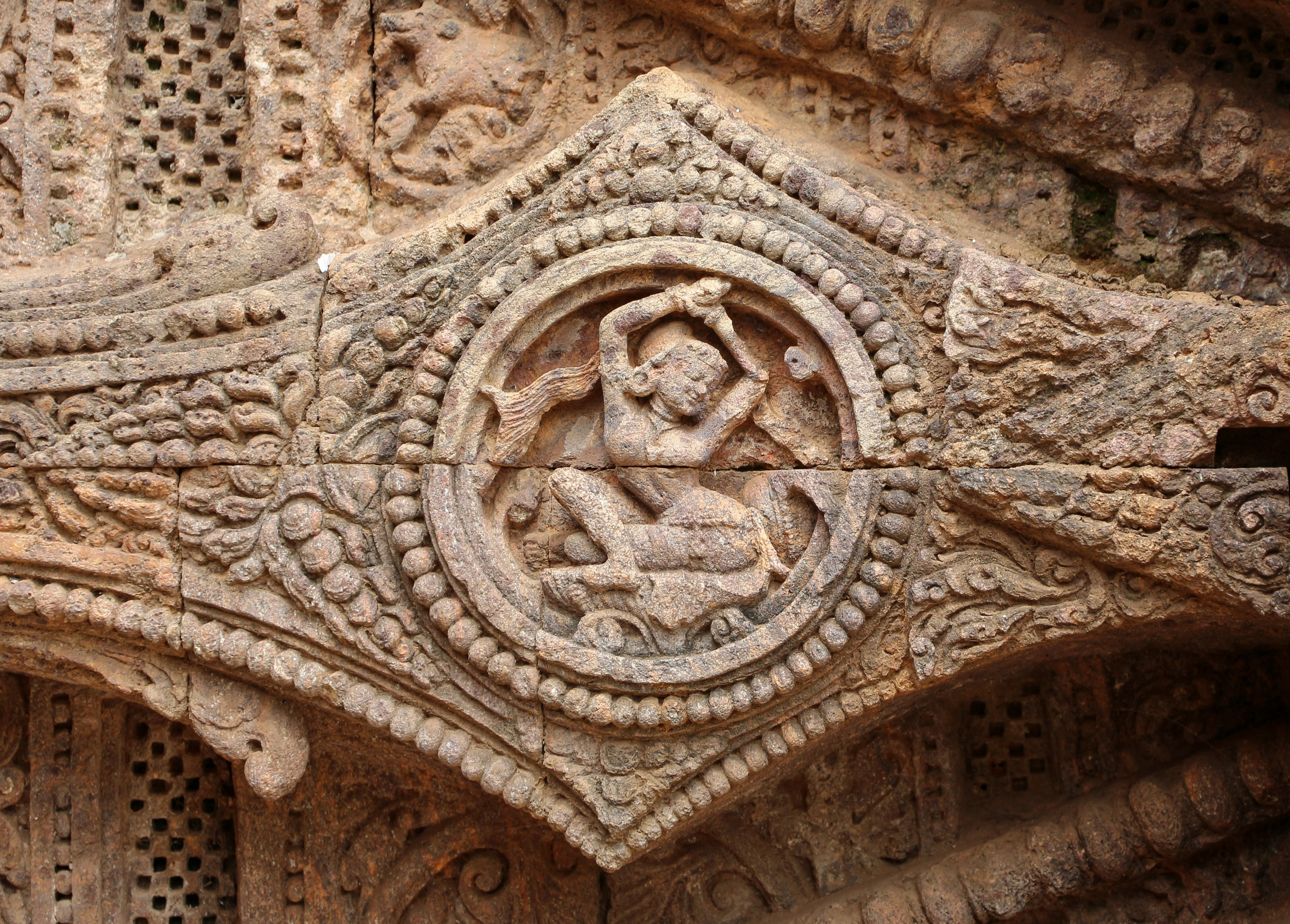
Складний декор колеса з храмовою танцівницею
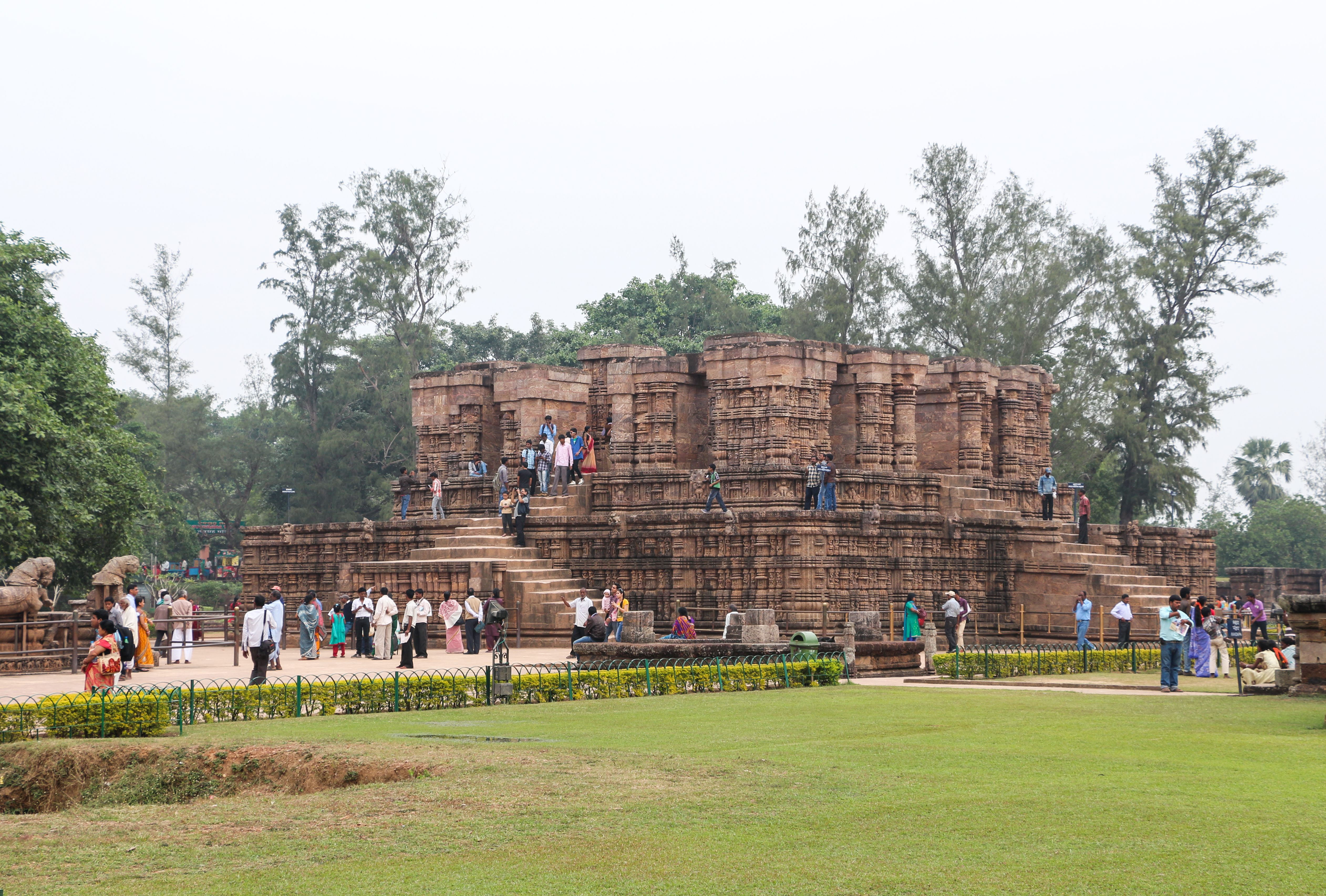
Відвідувачі на поруйнованій платформі Танцювального павільйону
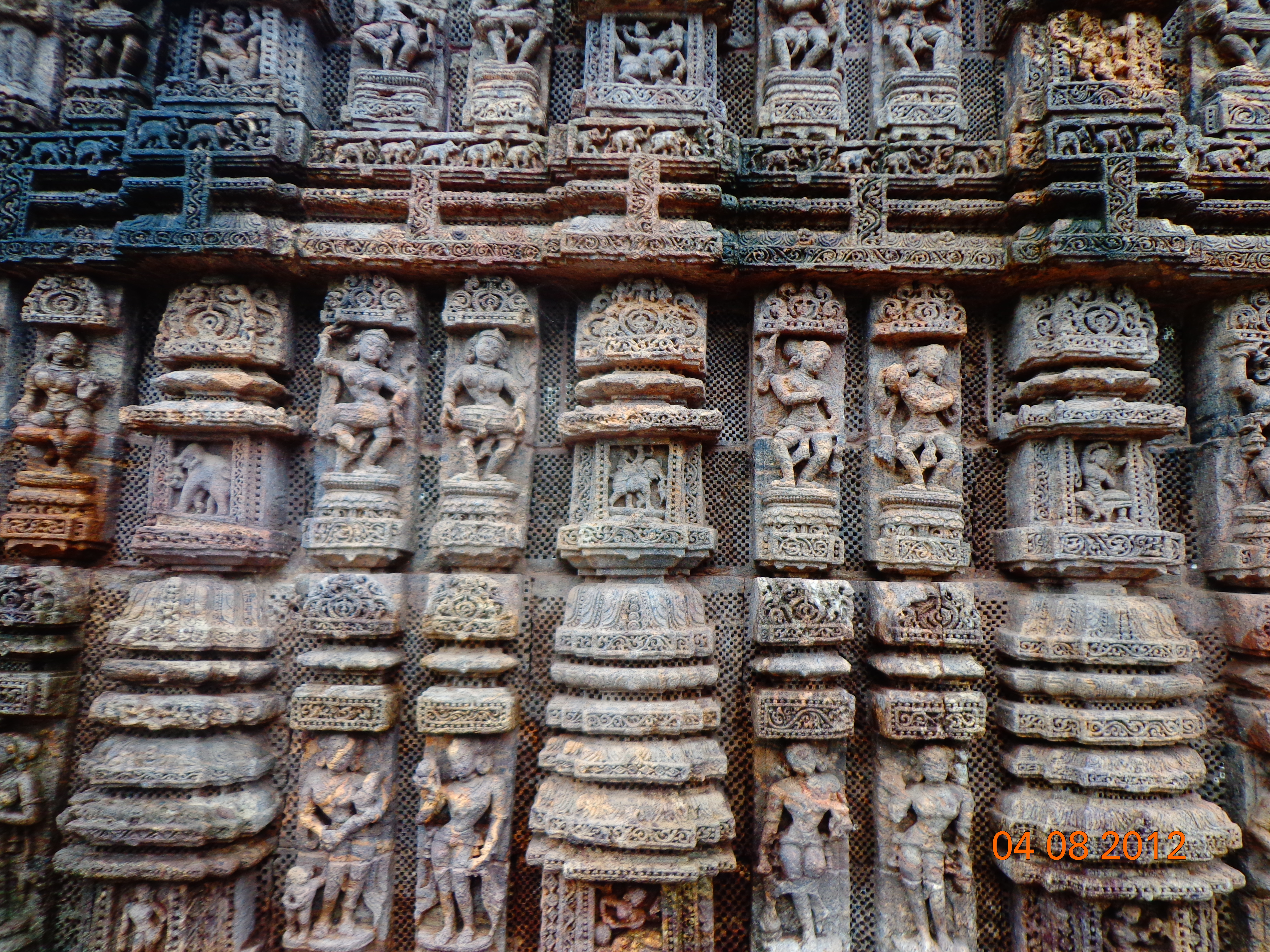
Рельєфи з музиками і танцівницями на тлі вишуканого декору
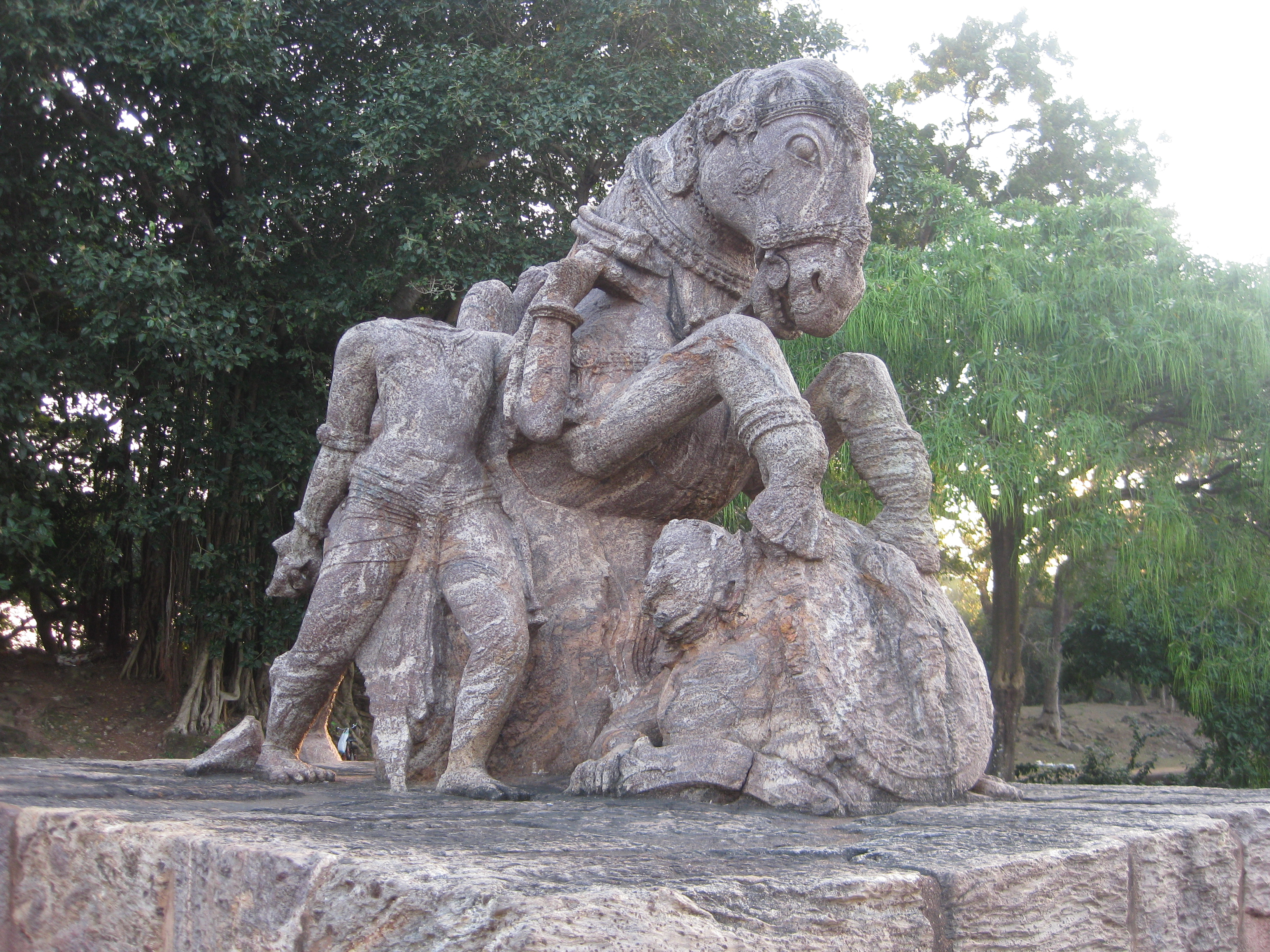
Кінь з понівеченою фігурою конюха
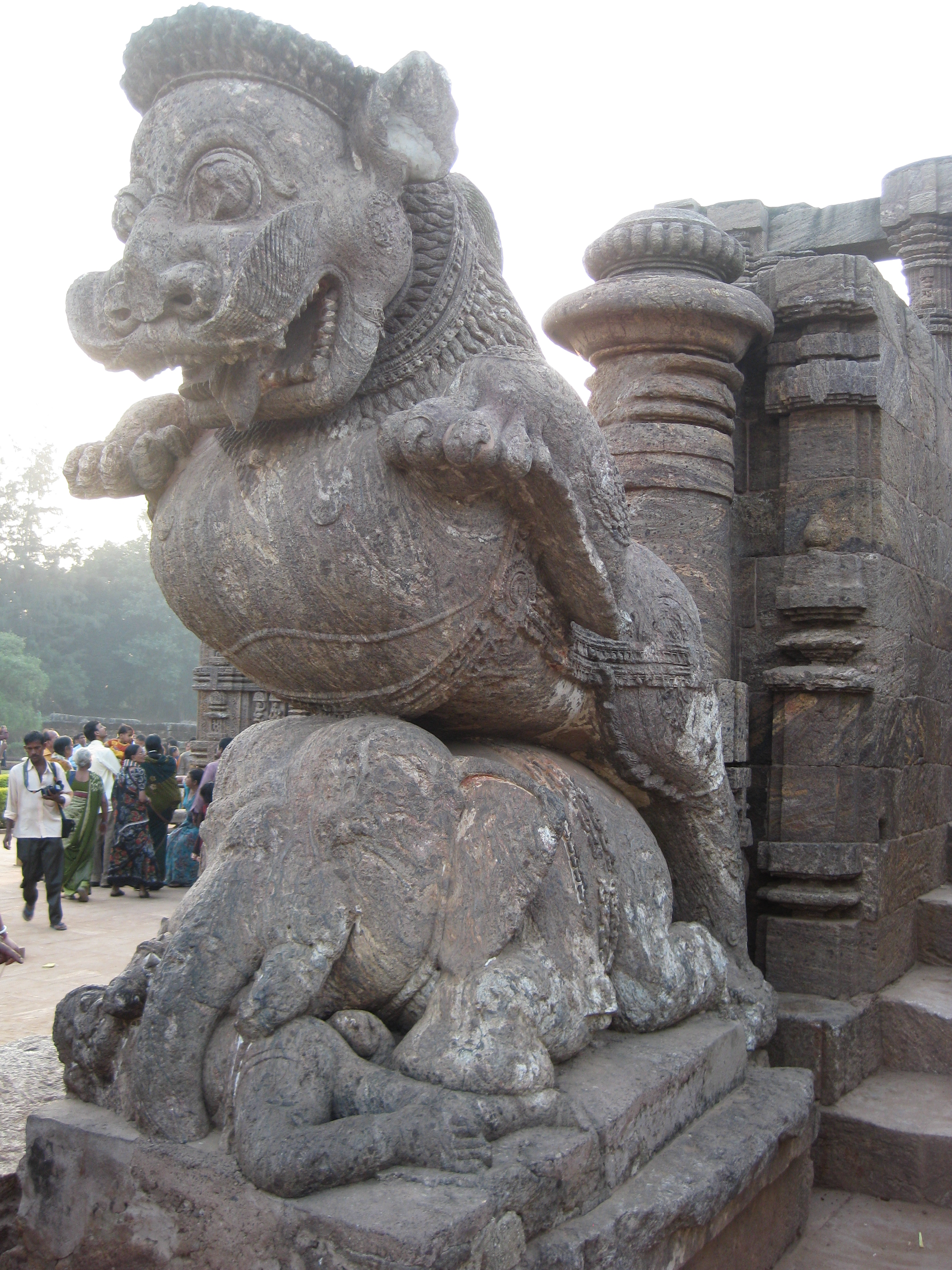
Сімха-гаджа на вході у деул